# SIGSEGV
En informatique, SIGSEGV est un signal sur les systèmes de type UNIX, et Linux en particulier, lors de la survenue d'une Erreur de segmentation.
Il signifie « signal de violation de segmentation » (Signal Segmentation Violation).
C'est un signal envoyé à un processus lorsque celui-ci fait référence à une zone de mémoire invalide, par exemple parce qu'elle ne lui appartient pas. Une interruption est alors déclenchée et interrompt le programme.
Ce signal peut être attrapé par le programme pour modifier son comportement.

## Étymologie
SIG désigne le mot signal, SEG segmentation et V violation.

## Identification
Sous Linux, il correspond au signal numéro 11 (vérifiable par la commande kill -l).

## Plus d'informations
Sous Linux :
- commande man 7 signal ;
- commande kill -l.